# F. Paul Wilson
F. Paul Wilson, właśc. Francis Paul Wilson (ur. 17 maja 1946 w Jersey City) – amerykański pisarz, autor przede wszystkim powieści i krótkich opowiadań utrzymanych w klimacie science fiction i horroru.
Zadebiutował w 1976 powieścią Healer. W roku 1979 otrzymał nagrodę Prometheus Award za powieść Wheels within Wheels, a w roku 2004 za najlepszy zbiór – Sims (zebrane w całość pierwsze 3 części cyklu Sims). Jest również laureatem Bram Stoker Award 1999 za opowiadanie Aftershock. W roku 1983 jego powieść Twierdza (The Keep) została zekranizowana przez Paramount Pictures. Scenarzystą i reżyserem był Michael Mann.

## Publikacje

### CyklLaNague Federation
1. Healer (1976)
2. Wheels within Wheels (1978)
3. An Enemy of the State (1980)
4. Świat Dydeetown (Dydeetown World, 1989)
5. The Tery (1989)

- The LaNague Chronicles (1992, wydanie zbiorcze 3 pierwszych części cyklu)

### CyklThe Adversary
1. Twierdza(inne języki) (The Keep, 1981)
2. The Tomb lub Rakoshi (1984, także pierwsza część cyklu Repairman Jack)
3. Dotknięcie (The Touch, 1986)
4. Odrodzony (Reborn, 1990)
5. Odwet (Reprisal, 1991)
6. Świat mroku (Nightworld, 1992, w Polsce powieść wydana w 2 tomach)

### CyklRepairman Jack
1. The Tomb lub Rakoshi (1984)
2. Legacies (1998, jako Colin Andrews)
3. Conspiracies (1999)
4. All the Rage (2000)
5. Hosts (2001)
6. The Haunted Air (2002)
7. Gateways (2003)
8. Crisscross (2004)
9. Infernal (2005)
10. Harbingers (2006)
11. Bloodline (2007)
12. By the Sword (2008)
13. Ground Zero (2009)
14. Fatal Error (2010)

### CyklJack
1. Jack: Secret Histories (2008)
2. Jack: Secret Circles (2010)

### CyklSims
1. La Causa (2000)
2. The Portero Method (2001)
3. Meerm (2002)
4. Zero (2005)
5. Thy Brother's Keeper (2008)

- Sims (2003, wydanie zbiorcze 3 pierwszych części cyklu)

### Inne powieści
- Black Wind (1988)
- Sibs (Sister Night, 1991)
- Wybrańcy Hipokratesa (The Select, 1994)
- Implant (Implant, 1995)
- Virgin (1996, jako Mary Elizabeth Murphy)
- Miraż (Mirage, 1996, razem z Matthew J. Costello(inne języki))
- Deep as the Marrow (1997)
- Nightkill (1997, razem z Stevenem Spruillem)
- Masque (1998, razem z Matthew J. Costello(inne języki))
- The Christmas Thingy (2004, powieść dla dzieci)
- Artifact (2003, razem z Kevinem J. Andersonem, Janet Berliner(inne języki) oraz Matthew J. Costello(inne języki))
- The Fifth Harmonic (2003)
- Midnight Mass (2004)
- The Peabody-Ozymandias Traveling Circus & Oddity Emporium 2009)

### Zbiory opowiadań
- Soft and Others (1989)
- Ad Statum Perspicuum (1990)
- The Barrens and Others (1998)
- Aftershock & Others: 19 Oddities (2009)

## Adaptacje filmowe i telewizyjne
- Twierdza (The Keep, 1983, reż. Michael Mann, na podstawie powieści)
- Mroczne żądze (Osobliwości, The Hunger, 1997, serial telewizyjny)
  - sezon 1, odcinek 2 pt. Menage a Trois (1997, reż. Jake Scott(inne języki), na podstawie opowiadania)
- Traps (2001) (film krótkometrażowy na podstawie opowiadania)
- Foet (2000) (film krótkometrażowy na podstawie opowiadania)
- Midnight Mass (2003, reż. Tony Mandile, na podstawie powieści)
- Lipidleggin' (2006, film krótkometrażowy, na podstawie opowiadania)
- Mistrzowie horroru (Masters of Horror) (2006) (serial telewizyjny)
  - sezon 2, odcinek 6 pt. Futerka (Pelts, 2006, reż. Dario Argento, na podstawie opowiadania)